# Каролинская эпоха
Каролинская эпоха (англ. Caroline era) — условное название периода английской и шотландской истории, совпадающего с правлением короля Карла I (1625—1649). Образовано от Carolus, латинизированного варианта имени Карл/Чарльз. Каролинская эпоха сменила яковианскую, время правления отца Карла Якова, I в Англии и VI в Шотландии (1603—1625). Для неё характерно постоянное усиление религиозных, политических и социальных разногласий между королем и парламентской оппозицией, переросшее к 1642 году в масштабную гражданскую войну.
Несмотря на внутреннюю нестабильность, в каролинскую эпоху продолжалось бурное развитие искусства и науки. Продвигалась колонизация Северной Америки: появились новые колонии Каролина, Мэриленд, Коннектикут и Род-Айленд, росли колонии Виргиния, Массачусетс-Бэй, Ньюфаундленд.

## Внешняя политика
В континентальной Европе в течение всего правления Карла I шла Тридцатилетняя война, которую две католические державы, Испания и Империя, вели против ряда протестантских государств, получивших позже поддержку Швеции и Франции. Яков I на первом этапе этого конфликта поддерживал своего зятя Фридриха Пфальцского — протестанта, избранного королём Чехии; при этом он не допускал втягивания Англии в войну. Позже у герцога Бекингема появилась идея союза с Испанией. В 1623 году герцог совместно с Карлом (тогда принцем Уэльским) совершил тайную поездку в Мадрид, чтобы добиться для принца руки инфанты. Однако Испания выдвинула неприемлемые требования об отказе английской короны от нетерпимости по отношению к католикам, и союз не был заключён. В итоге Бекингем оказался во главе «партии», требовавшей войны с Испанией.
В 1625 году эта война началась.